# 勐腊鞘花
勐腊鞘花（学名：Macrosolen geminatus）为桑寄生科鞘花属下的一个种。